# 大橋一元
大橋 一元（おおはし かずもと、1943年 - ）は、日本の元俳優。本名同じ。
満洲国新京市出身。日本大学藝術学部卒業。

## 人物
大学卒業後、劇団に所属していたが、1964年に劇団を退団して大映第17期ニューフェイスとなり、1965年、正式に大映に入社し『陸軍中野学校』などの映画に出演。
1966年に大映を退社して俳協に所属する。1968年より深夜番組『11PM』内の生CMに出演して以降、『特命捜査室』『姿三四郎』などのテレビドラマに出演した。
特技は、柔道（三段）、空手（二段）。
俳優の勝野洋は、大学生時代にアルバイトでモデル活動を始めていたが、あるCMで大橋と共演している。その際に、大橋は勝野に劇団現代演劇協会への入団を勧めている。

## 出演作品

### テレビドラマ
- ザ・ガードマン（TBS）
  - 第24話「ガードマン空へ」（1965年） - 整備士
  - 第328話「セックス解放の海！真夏の殺人」（1971年） - 勉
- 光速エスパー 第25話「アストロ星の兄弟」（1968年、NTV） - アロザ
- アイウエオ 第25話 - 第27話（1968年、NHK）
- 大河ドラマ（NHK）
  - 竜馬がゆく 第24回（1968年）
  - 風と雲と虹と（1976年） - 小野氏彦
- ウルトラセブン 第36話「必殺の0.1秒」（1968年、TBS） - 地球防衛軍参謀本部・ヒロタ隊員
- ハトに豆鉄砲（1969年、CX） - 上条裕司[3]
- 特命捜査室（1969年、CX） - 星一郎
- フラワーアクション009ノ1 第10話「くたばれギャンブルガール」（1969年、CX） - エース
- 姿三四郎（1970年、NTV） - 檜垣源三郎
- プレイガール 第46話「銀嶺の対決」（1970年、12ch）- ケン
- ゴールドアイ 第14話「大細菌島」（1970年、NTV）
- うちのおとうさん（1971年、NTV） - 中島泰一郎
- 大江戸捜査網（12ch）
  - 第1シリーズ 第47話「目撃者」（1971年）
  - 第2シリーズ 第16話「十手をすてた男」（1972年） - 板倉重之助
- 青空浪人 第3話「お命ひきかえます」（1971年、NTV） - 利根一平
- おらんだ左近事件帖 第20話「病める妻」（1972年、CX）
- 木枯し紋次郎 第1部 第10話「土煙に絵馬が舞う」（1972年、CX）- 松次郎
- 紫頭巾事件帖 第17話「岡っ引き殺人事件」（1972年、12ch）
- 怪談 第5話「怨霊まだら猫」（1972年、NET）
- 荒野の素浪人 第37話「爆砕 火薬樽の丘」（1972年、NET）
- 仮面ライダー 第88話「怪奇 血を呼ぶ黒猫の絵!」（1972年、MBS） - 田中輝夫
- ジャンボーグA 第1話「エメラルド星からの贈り物」 - 第13話「よみがえれ今！ジャンボーグA」（1973年、MBS） - 岸竜蔵
- 痛快!河内山宗俊 第26話「無頼六道銭」（1976年、CX）

### 映画
- 夜の勲章（1965年） - サブ
- あゝ零戦（1965年） - 小関大尉
- 学生仁義（1965年） - 加助
- 大怪獣ガメラ（1965年） - 上田先生
- 破れ証文（1966年） - 大藪
- わが愛を星に祈りて（1966年） - 佐伯祐司
- 陸軍中野学校（1966年） - 中野学校生
- 野良犬（1966年） - 留置場の警官
- 恋にめざめる頃（1969年） - ある青年

### その他
- 11PM（1968年）